# Tipula (Acutipula) loveridgei
Tipula (Acutipula) loveridgei is een tweevleugelige uit de familie langpootmuggen (Tipulidae). De soort komt voor in het Afrotropisch gebied.